# Hucho bleekeri
Hucho bleekeri (Engl.: Sichuan taimen) ist eine Spezies von Süßwasserfischen aus der Familie der Lachsfische (Salmonidae), die im Jangtse-Becken in China endemisch sind. Ihr typischer Lebensraum umfasst Gebirgsbäche und kleine Flüsse, die typischerweise in den Einzugsgebieten des Dadu-Flusses in den Provinzen Sichuan und Qinghai sowie des Han-Jiang-Flusses zu finden sind. Diese besondere Fischpopulation ist weitgehend durch den Verlust ihres Lebensraums und illegalen Fischfang bedroht, was zu einem "kritisch gefährdeten" Erhaltungsstatus durch die International Union for Conservation of Nature (IUCN) führt.

## Erscheinungsbild
Die Wirbeltiere haben einen dunkelgrauen Rücken, eine silbrig-weiße Unterseite und kleine kreuzförmige Flecken am ganzen Körper und am Kiemendeckel verstreut. Der Oberkiefer ist etwas länger als der Unterkiefer; der Oberkiefer verläuft bis zum hinteren Augenrand; Adulte Tiere haben eine Durchschnittslänge von 28 cm und können bis zu 64 cm lang werden.

## Verbreitung und Lebensräume
Sichuan taimen sind im chinesischen Jangtse-Becken endemisch. Sie kommen in den oberen Nebenflüssen des Jangtse-Flusses in der Provinz Sichuan, am Ober- und Mittellauf des Dadu-Flusses in den Provinzen Sichuan und Qinghai und am Oberlauf des Han-Jiang-Flusses südlich des Qin-Gebirges in der Provinz Shaanxi vor.  Er lebt vorwiegend in schnell fließenden Flüssen mit Sand- und Kiessubstraten.  Die Art bevorzugt Gebirgsbäche auf 700–3,300 m über dem Meeresspiegel mit hohem Sauerstoffgehalt (>5 mg/l) und einer niedrigen Wassertemperatur (weniger als 15 °C).

## Ernährung
Die Jungfische ernähren sich hauptsächlich von Zooplankton und Insekten, während die Erwachsenen weitgehend andere Fische fressen.

## Gefährdung
Nach Angaben der IUCN ist der Sichuan taimen vor allem durch den Verlust von Lebensraum durch den Bau von Wasserkraftwerken, Bodenerosion durch Abholzung, Straßenbau und Sandaushub bedroht. Trotz des gesetzlichen Schutzes ist die Art auch durch illegalen Fischfang bedroht. Studien von 2011 haben geschätzt, dass die Art in den letzten drei Generationen einen Bestandsrückgang von 50 bis 80 % erlitten hat, und es wird erwartet, dass sich dieser Rückgang fortsetzen wird. Nur schätzungsweise 2000 bis 2500 ausgewachsene Individuen verbleiben der Art zur Regeneration.

## Systematik
Neben dem Hucho bleekeri gehören noch drei weitere Arten zur Gattung Hucho: Hucho Hucho, Hucho ishikawae und der Taimen (Hucho taimen). Diese drei Arten kommen in Europa (Donau Einzugsgebiet), Korea und Russland vor.
Innerhalb der Lachsfische gehört die Gattung Hucho zur Unterfamilie Salmoninae und innerhalb dieser Unterfamilie bildet sie zusammen mit ihrer rein ostasiatischen Schwestergattung Brachymystax eine systematische Einheit (Klade), die den anderen Salmoninae-Gattungen (Oncorhynchus, Parahucho, Salmo, Salvelinus, Salvethymus) gegenübersteht.

## Belege
1. ↑  Kimura, S. (1934) Description of the fishes collected from the Yangtze-kiang, China, by late Dr. K. Kishinouye and his party in 1927-1929 The Journal of the Shanghai Science Institute, Section III. Vol. I, 11-247. (original description)
2. 1 2 3  Froese, Rainer and Pauly, Daniel, eds. (2014). "Hucho bleekeri" in FishBase. April 2014 version.
3. 1 2 3  Song, Z. 2012. Hucho bleekeri. In: IUCN Red List of Threatened Species 2012: e.T13151680A13151682. doi:10.2305/IUCN.UK.2012.RLTS.T13151680A13151682.en.
4. ↑  Hu et al. 2008. "Threatened fishes of the world: Hucho bleekeri Kimura, 1934 (Salmonidae)." Environmental Biology of Fishes 82.4: 385-386.
5. ↑  Hucho auf Fishbase.org (englisch)
6. ↑  Alexis Crête-Lafrenière, Laura K. Weir, Louis Bernatchez: Framing the Salmonidae Family Phylogenetic Portrait: A More Complete Picture from Increased Taxon Sampling. PLOS ONE, 2012, 7(10): e46662. doi: 10.1371/journal.pone.0046662
7. ↑  S. V. Shedko, I. L. Miroshnichenko, G. A. Nemkova: Phylogeny of salmonids (salmoniformes: Salmonidae) and its molecular dating: Analysis of mtDNA data. Russian Journal of Genetics, Juni 2013, Band 49, Ausgabe 6, Seite 623–637. doi: 10.1134/S1022795413060112